# Campeonato Mundial de Gimnasia Rítmica de 2013
El XXXII Campeonato Mundial de Gimnasia Rítmica se celebró en Kiev (Ucrania) entre el 28 de agosto y el 1 de septiembre de 2013 bajo la organización de la Federación Internacional de Gimnasia (FIG) y la Federación Ucraniana de Gimnasia.
Las competiciones se realizaron en el Palacio de Deportes de la capital ucraniana.

## Resultados
| Evento                                    | Oro | Plata | Bronce |
| ----------------------------------------- | --- | --- | --- |
| Concurso completo ind. (30.08)            | Yana Kudriavtseva · Rusia · 73,866 pts. | Ganna Rizatdinova · Ucrania · 73,041 pts.                                                                                | Melitina Staniouta · Bielorrusia · 72,166 pts.                                                                                       |
| Pelota (28.08)                            | Margarita Mamun · Rusia · 18,516 | Yana Kudriavtseva · Rusia · 18,350                                                                                       | Melitina Staniouta · Bielorrusia · 18,166                                                                                            |
| Mazas (29.08)                             | Margarita Mamun · Rusia · Yana Kudriavtseva · Rusia · 18,366                                                                               | — | Alina Maxymenko · Ucrania · 18,216                                                                                                   |
| Cinta (29.08)                             | Yana Kudriavtseva · Rusia · 18,516 | Ganna Rizatdinova · Ucrania · 18,233                                                                                     | Melitina Staniouta · Bielorrusia · 18,066                                                                                            |
| Aro (28.08)                               | Ganna Rizatdinova · Ucrania · 18,266 | Yana Kudriavtseva · Rusia · 18,250                                                                                       | Margarita Mamun · Rusia · 18,233 |
| Grupos concurso completo (31.08)          | Bielorrusia · Valeriya Pishchelina · Hanna Dudzenkova · Maryna Hancharova · Mariya Katsiak · Aliaxandra Narkevich · Yana Lukavets · 35,708 | Italia · Valeria Schiavi · Marta Pagnini · Andreea Stefanescu · Chiara Ianni · Camilla Bini · Camilla Patriarca · 34,733 | Rusia · Olga Ilina · Anastasiya Blizniuk · Xeniya Dudkina · Anastasiya Maximova · Anastasiya Nazarenko · Yelena Romanchenko · 34,225 |
| Grupo 5 con mazas (01.09)                 | España · Sandra Aguilar · Artemi Gavezou Castro · Elena López · Alejandra Quereda · Lourdes Mohedano · 17,350                              | Italia · Marta Pagnini · Andreea Stefanescu · Chiara Ianni · Camilla Bini · Camilla Patriarca · 17,300                   | Ucrania · Viktoriya Shynkarenko · Olena Dmytrash · Svitlana Prokopova · Yevgeniya Gomon · Viktoriya Mazur · 17,208                   |
| Grupos 3 con pelota + 2 con cinta (01.09) | Rusia · Olga Ilina · Anastasiya Blizniuk · Xeniya Dudkina · Anastasiya Maximova · Yelena Romanchenko · 18,183                              | Bielorrusia · Hanna Dudzenkova · Maryna Hancharova · Mariya Katsiak · Aliaxandra Narkevich · Yana Lukavets · 17,550      | España · Sandra Aguilar · Artemi Gavezou Castro · Elena López · Alejandra Quereda · Lourdes Mohedano · 17,166                        |

## Medallero

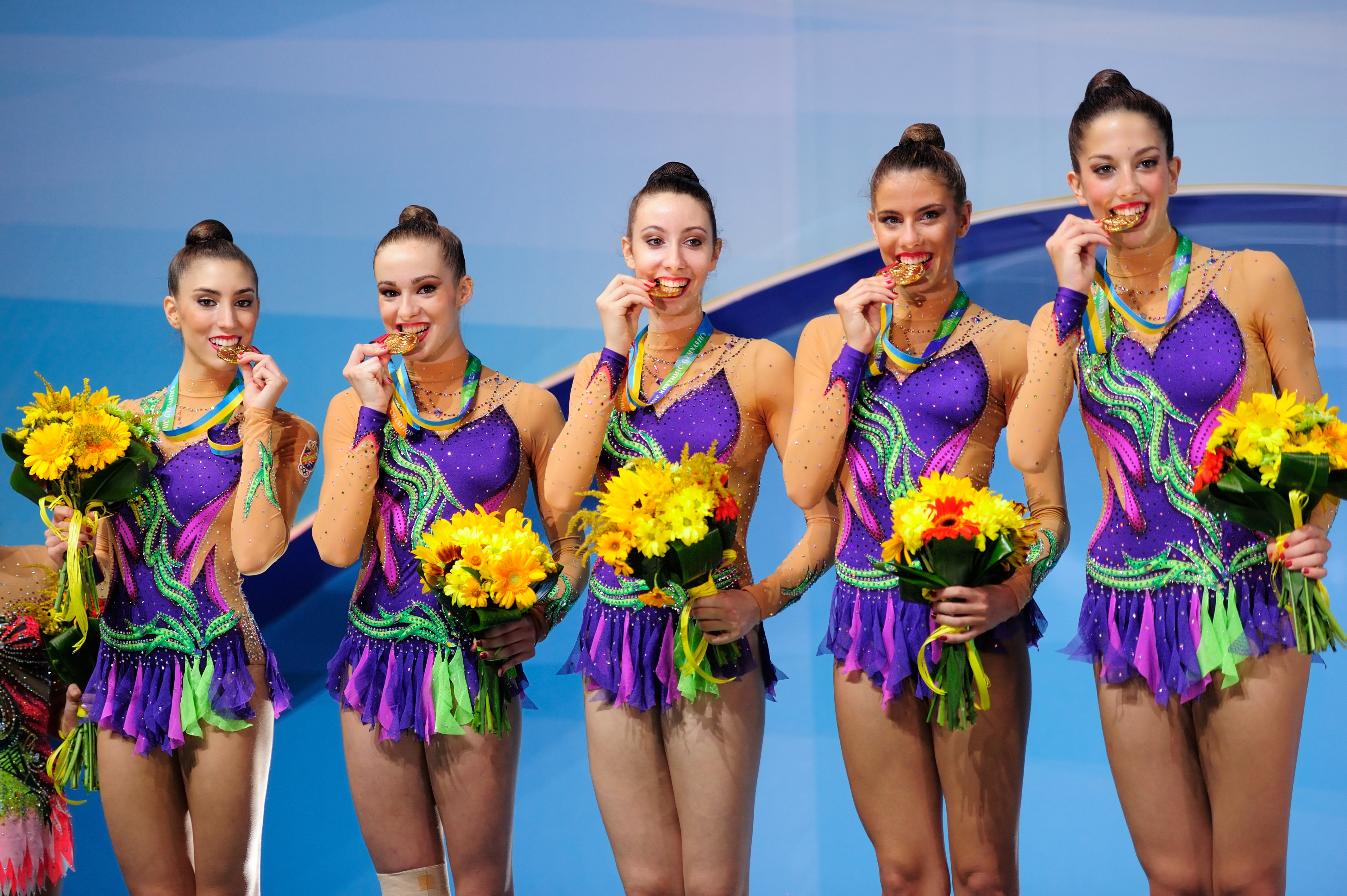
El conjunto español con el oro en el podio de la prueba de 10 mazas.

| Núm. | País        | Oro | Plata | Bronce | Total |
| ---- | ----------- | --- | ----- | ------ | ----- |
| 1    | Rusia       | 6   | 2     | 2      | 10    |
| 2    | Ucrania     | 1   | 2     | 2      | 5     |
| 3    | Bielorrusia | 1   | 1     | 3      | 5     |
| 4    | España      | 1   | 0     | 1      | 2     |
| 5    | Italia      | 0   | 2     | 0      | 2     |
|      | TOTAL       | 9   | 7     | 8      | 24    |